# Freenet (internetprovider)
Freenet was in de jaren tachtig en negentig de gangbare benaming voor een combinatie van een internetprovider zonder winstoogmerk en een elektronische gemeenschap. De meeste Freenets werden beheerd door vrijwilligers.
Ze ontstonden in de tijd voor het World Wide Web en werkten met het Telnetprotocol. Verbinding met de rest van het toenmalige internet was dikwijls slechts beperkt mogelijk. Het eerste Freenet ontstond in 1986 in Cleveland (Ohio).
Het eerste Nederlandse Freenet was De Digitale Stad (DDS), dat begin 1994 van start ging. De naam verwees naar zowel het lokale karakter als de gemeenschap die door de gebruikers werd gevormd.